# Tick Tock (Clean Bandit & Mabel)
Tick Tock is een nummer uit 2020 van de Britse elektronische muziekgroep Clean Bandit en de Britse zangeres Mabel, in samenwerking met de Amerikaanse rapper 24kGoldn.
Het nummer was net af voordat de wereld in lockdown ging vanwege de coronapandemie. De leden van Clean Bandit hebben 24kGoldn nooit ontmoet, de rapper nam zijn vocalen op afstand op. Volgens celliste Grace Chetto gaat "Tick Tock" over het geobsedeerd zijn door iemand. Het nummer werd een hit in Europa. Het haalde de 8e positie in het Verenigd Koninkrijk. In de Nederlandse Top 40 haalde het nummer de 13e positie, terwijl in Vlaanderen de 3e positie in de Tipparade gehaald werd.